# Spoorlijn Hamburg-Waltershof - Hamburg-Finkenwerder
De spoorlijn Hamburg-Waltershof - Hamburg-Finkenwerder is een Duitse spoorlijn in Hamburg en is als spoorlijn 1251 onder beheer van DB Netze.

## Geschiedenis
Het traject werd door de Deutsche Reichsbahn geopend in 1929. Tot 1937 verliep de lijn over een meer noordelijk gelegen tracé met een brug over de Köhlfleth. Inmiddels is het gedeelte vanaf Hydro Aluminium Deutschland tot Hamburg-Finkenwerder gesloten en opgebroken.

## Treindiensten
De lijn is alleen in gebruik voor goederenvervoer.

## Aansluitingen
In de volgende plaats is er een aansluiting op de volgende spoorlijn:
Hamburg-Waltershof
DB 1253, spoorlijn tussen de aansluiting Süderelbbrücke en Hamburg-Waltershof